# 黃德如
黃德如（英語：Louisa Wong Tak Yu，1973年5月21日—），前香港新聞主播工作者、註冊中醫師、作家、記者、節目主持人及主播。

## 生平
黃德如在1992年於聖保祿學校畢業，其後於1996年在香港中文大學新聞及傳播學院畢業。曾於無綫電視擔任新聞記者及主播，有「新聞之花」的稱號，其後，黃德如近年淡出新聞界。
1999年，黃德如與呼吸科醫生梁宗存結婚後，轉讀中醫，並於香港大學中醫藥學院全科碩士畢業。後擔任電台及電視節目主持、綜合性節目司儀，如：《警訊》、《中華狀元紅》、《中西醫療坊》和《近廚得食》，亦成為專欄作家，並推出多本與中醫有關書籍。她亦為中華廚藝學院「發展中華飲食文化及中華藥膳工作小組」成員。
電視節目《最緊要健康》原定由她擔任主持，但適逢她懷孕，故推薦臨床腫瘤科醫生莫樹錦擔任。

## 作品
- 《醫食同源》，黃德如，明窗出版社
- 《醫食同源（二）談情說食》，黃德如、阿虫，明窗出版社
- 《醫食同源（三）惜飲惜食》，黃德如、阿虫，明窗出版社
- 《醫食同源（四）食養珍味》，黃德如、阿虫，明窗出版社
- 《醫食同源（五）之飯緣不淺》，黃德如、阿虫，明窗出版社